# 사랑한다 웬수야

《사랑한다 웬수야》는 2005년 7월 15일부터 2005년 9월 9일까지 방영된 SBS 금요드라마이다.

## 기획 의도
예쁘고 똑똑한 재벌집 딸 명해강과 평범하고 소심한 종세의 결혼생활을 다룬 드라마로 여자 덕분에 출세하게 된 남자가 뒤늦게 자신의 삶을 찾아가는 스토리를 밝고 경쾌하게 그린다.

## 등장 인물

### 주요 인물
- 하희라 : 명해강 역

34세. 종세의 아내. 대학시절 신촌의 심볼로 군림했던 출중한 미모와 몸매와 쟁쟁한 집안 배경의 소유자. 미모와 능력을 완벽하게 갖춘 인물로 '어리버리한' 남편을 강하게 밀어붙인다.
- 김영호 : 오종세 역

37세. 해강의 남편. 깔끔한 엘리트 용모가 상당히 지적으로 보이는 반면 마음이 여리고 소심하다. 아내와 딸, 가정부, 넷이서 호화 아파트에 산다. 아내와 이혼하는 게 소원이다.
- 지수원 : 하조란 역

34세. 동거남 권달평과 더불어 발랄 발칙 깜찍 오만 소란을 다 부릴 엽기 커플이다. 권달평과 5년째 부부생활을 하고 있다.
- 권해효 : 권달평 역

34세. 5년간 동거한 하조란과 결혼하고 싶어 안달 난 사람이다. 아기도 없고, 혼인신고도 하지 않은 상태. 하지만 겉은 완전 부부사이다.

### 그 외 인물
- 이찬 : 허무찬 역
- 신주아 : 강지수 역
- 김나운 : 문수진 역
- 남일우 : 명태걸 역
- 이재용 : 명호걸 역
- 김지영 : 강희분 역
- 김여진 : 양순지 역
- 김현성 : 장시화 역
- 심은경 : 김가람 역
- 김윤희 : 조아리 역

## 참고 사항

### 제작
- <꽃보다 여자>의 부진을 만회하기 위해 이 작품의 작가이자 SBS 프로덕션 전속이었던 윤정건을 집필자, SBS 프로덕션 소속 성준기 PD를 연출자로 내세웠다.
- 담당 성준기 PD는 2000년 <도둑의 딸> 이후 4년 만에 10시대 드라마 연출을 했으며 1997년 <달팽이> 이후 7년 만에 미니시리즈 연출을 맡았다.
- 당초 <장미와 악어>라는 제목이 거론됐지만 어감상 좋지 않다는 이유 탓인지[1] <사랑한다 웬수야>로 바뀌었다.

### 캐스팅
- 명해강 역의 하희라는 2003년 1월 종영된 KBS 1TV 일일극 <당신 옆이 좋아> 이후 1년 만에 드라마 출연을 했으며[2], 이 때문에 하희라는 KBS 2TV <장밋빛 인생> 주인공 제의를 포기했다.
- 단막극 <내사랑 토담이>에서 부부로 호흡을 맞췄던 하희라, 김영호가 다시 부부 역할로 재회하였다.[3]
- 권해효(권달평 역)를 KBS 2TV 수목 미니시리즈 <장밋빛 인생>과 겹치기 출연시켜[4] 비난을 받았다.
- 하조란 역의 지수원은 <사랑한다 웬수야>의 작가 윤정건씨의 전작이기도 한 <아내의 반란>에서 변정수, 홍리나 등과 주연급으로 캐스팅됐지만 캐릭터에 대한 의견 탓인지 담당 PD와 마찰을 빚어 출연을 포기[5]했고 당시 지수원 자리에는 양정아가 대타로 들어간 바 있었다.

### 방영 후
- 남성 시청자들과 달리 여성 시청자들로부터 기대 이하의 반응을 받은 데 이어, 극중 나레이션까지 남편의 입을 빌어 진행된 탓에 여성 시청자들의 감정이입이 힘들어지면서[6] 10%대의 시청률에 머물렀다.
- 시청률 저조와 스토리 부진으로 인해 당초 24부작으로 기획되었으나, 18부작으로 조기종영되었다.[7]
- 담당 PD 성준기는 자신이 연출한 드라마였던 <도둑의 딸>[8] 이후 두 번째 조기종영을 맞았으며, 해당 드라마는 실질적인 마지막 드라마 연출작이 되었다. 또한, 해당 드라마를 끝으로 SBS 프로덕션과 결별했으며 SBS 프로덕션은 <사랑한다 웬수야>를 비롯한 제작부문 쪽에서 극심한 적자를 겪어왔다가 뒷날 SBS 드라마플러스로[9] 합병됐고 SBS 프로덕션은 해당 작품을 끝으로 금요드라마 제작에서 손을 뗐다.